# Авл Цецина Пет
Авл Цеци́на Пет (лат. Aulus Caecina Paetus; погиб в 42 году, Рим, Римская империя) — политический деятель эпохи ранней Римской империи.

## Биография

### Гражданская карьера
В 37 году Пет занимал должность консула-суффекта. В 42 году он был приговорён к смертной казни за участие в восстании Камилла Скрибониана против императора Клавдия. Пету оставался только лишь один выход — самоубийство, однако, на такой шаг у него недоставало решимости. Тогда его супруга, Аррия, не покидавшая своего мужа, схватила кинжал, вонзила его себе в грудь и затем передала супругу со словами: « — Paete, non dolet!» («Пет, это не больно»).

### Потомки
Известно, что в браке с Аррией у Пета родились старший сын, вероятно, носивший отцовский преномен и скоропостижно скончавшийся ещё до гибели Авла в 42 году, а также младший, Гай Леканий Басс Цецина Пет, усыновлённый консулом 64 года Гаем Леканием Бассом. Помимо того, Авл имел и дочь, Аррию Младшую, впоследствии выданную замуж за Публия Клодия Тразею.